# Relations entre le Bangladesh et les Pays-Bas
Les relations entre le Bangladesh et les Pays-Bas sont les relations bilatérales de la république populaire du Bangladesh et du royaume des Pays-Bas.

## Histoire

### Avant 1971
À partir de 1615, la Compagnie néerlandaise des Indes orientales a commercé avec le Bengale Subah (en) de l'Empire moghol. Ils ont établi des comptoirs commerciaux dans les villes et les ports de Dacca, Sherpur et Râjshâhî. Après la liquidation de la compagnie, le Bengale est devenu une colonie du Royaume des Pays-Bas jusqu'en 1825, date à laquelle il a été cédé aux Britanniques en vertu du traité anglo-néerlandais de 1824.

### Après 1971
Le Bangladesh et les Pays-Bas ont établi des relations diplomatiques en 1971 après l'indépendance du Bangladesh. Les Pays-Bas ont soutenu le Bangladesh en fournissant une aide financière et technique aux projets de gestion des ressources en eau et des côtes du pays. Les deux pays sont des régions de delta, l'expérience néerlandaise en matière de gestion côtière a été utile pour la gestion côtière du Bangladesh. En 1976, les Pays-Bas ont soutenu le projet de développement du delta. Le Bangladesh a un ambassadeur résident aux Pays-Bas et les Pays-Bas en ont un au Bangladesh,.

## Relations économiques
Les Pays-Bas ont apporté une aide financière de six millions d'euros pour faciliter la croissance des exportations dans quatre pays, dont le Bangladesh.
Le textile est le principal produit d'exportation du Bangladesh vers les Pays-Bas, avec 85 % des exportations totales. Les aliments surgelés viennent ensuite. En 2016, la Chambre de commerce et d'industrie néerlando-bangladaise a organisé l'EXPO 2016 Pays-Bas-Bangladesh à Amsterdam. Les Pays-Bas sont l'une des plus importantes sources d'investissements étrangers au Bangladesh. Il y a 70 entreprises néerlandaises qui opèrent au Bangladesh.
En juin 2015, les deux pays ont signé trois accords importants sur la gestion résiliente et durable du delta, la collaboration dans la remise en état des terres au Bangladesh, et le partenariat sur la connaissance et l'innovation pour le développement durable,.